# Universidad Norbert Wiener
La Universidad Norbert Wiener (UWiener) es una universidad privada con sede en la ciudad de Lima, Perú. Fue fundada el 9 de diciembre de 1996, mediante Resolución N.º 177-96-CONAFU. La universidad toma su denominación del filósofo y matemático estadounidense Norbert Wiener.
El 11 de diciembre de 2019, obtuvo el licenciamiento de la Superintendencia Nacional de Educación Superior (Sunedu) luego de cumplir las condiciones básicas de calidad exigidas.

## Historia
La Universidad Norbert Wiener fue fundada por iniciativa de Alcibiades Horna Figueroa, quien a su vez fue presidente del directorio, y aprobada mediante Resolución N.º 177-96-CONAFU del 9 de diciembre de 1996. La universidad toma su denominación del filósofo y matemático estadounidense Norbert Wiener.
En marzo del año 2000 la Universidad Norbert Wiener obtiene la certificación ISO 9001. En 2015 consigue la acreditación de las carreras de Enfermería, Odontología, Obstetricia, Farmacia y Bioquímica, Análisis clínico y Anatomía patológica, Terapia física y Rehabilitación, Derecho y Ciencia Política. En 2016 se acredita Medicina Humana.
El 11 de diciembre de 2019, la Superintendencia Nacional de Educación Superior (Sunedu) le otorgó el licenciamiento institucional luego de verificar que cumplía las condiciones básicas de calidad especificadas en la ley universitaria. El 24 de diciembre del mismo año, la Universidad Alas Peruanas anunció que se fusionará con la Universidad Norbert Wiener con el propósito de no perjudicar al alumnado.

## Campus
La universidad cuenta con cuatro sedes cercanas, la última inaugurada en el 2023. En estas y como parte de su infraestructura cuenta con un centro de simulación clínica, un centro de terapia y rehabilitación, una sala Gesell, un centro odontológico, una sala de psicoprofilaxis obstétrica, laboratorios de farmacología, tecnología médica, anatomía, fisiología y química orgánica, entre otros.

## Áreas académicas

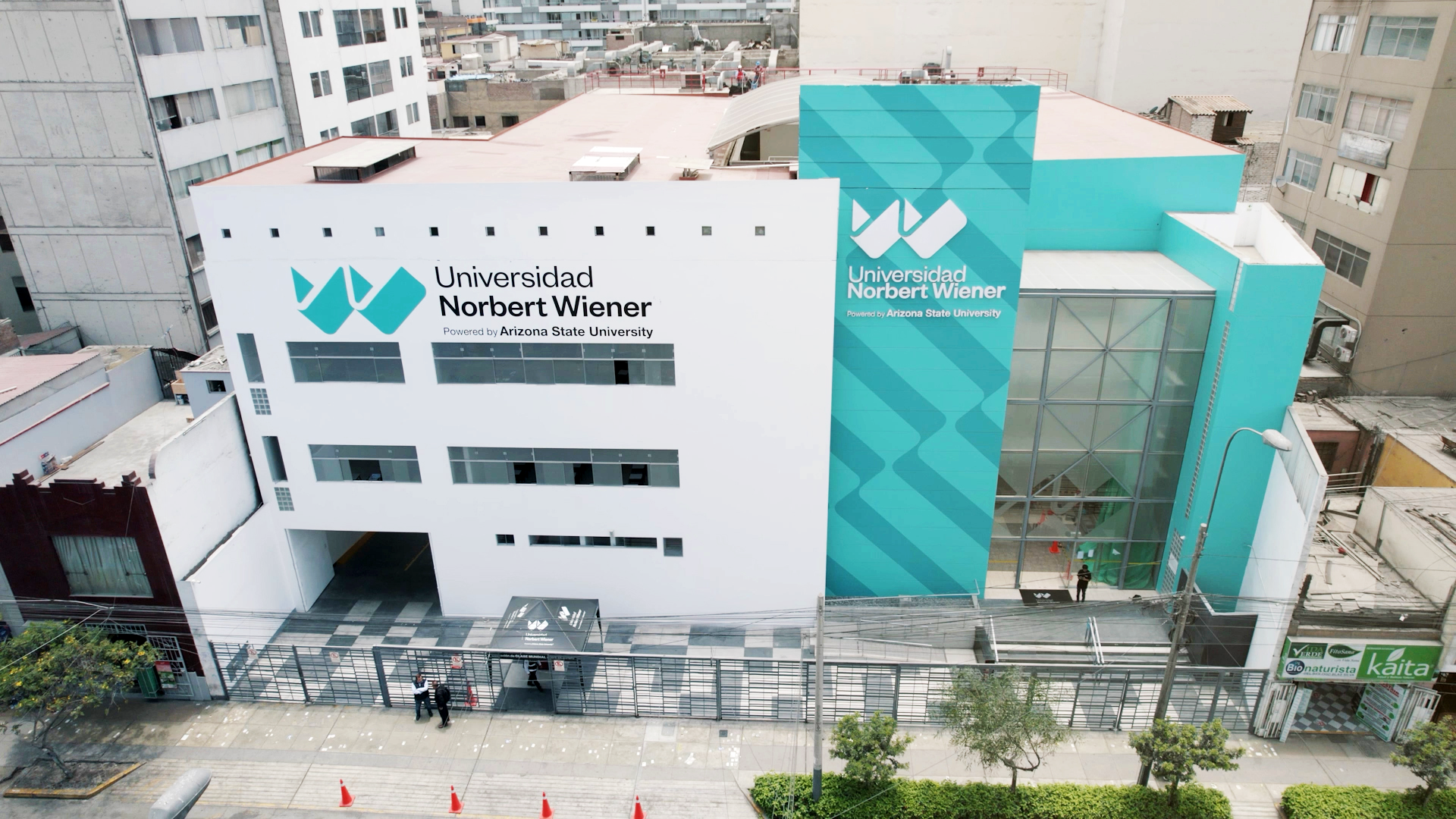
Sede de la universidad en el distrito de Lince.

### Pregrado
| Facultades                 | Programas académicos                                           |
| -------------------------- | -------------------------------------------------------------- |
| Ciencias de la Salud       | Medicina Humana                                                |
| Ciencias de la Salud       | Enfermería                                                     |
| Ciencias de la Salud       | Obstetricia                                                    |
| Ciencias de la Salud       | Odontología                                                    |
| Ciencias de la Salud       | Psicología                                                     |
| Ciencias de la Salud       | Farmacia y Bioquímica                                          |
| Ciencias de la Salud       | Nutrición y Dietética                                          |
| Ciencias de la Salud       | Tecnología Médica en Terapia Física y Rehabilitación           |
| Ciencias de la Salud       | Tecnología Médica en Laboratorio clínico y Anatomía Patológica |
| Derecho y Ciencia Política | Derecho y Ciencia Política                                     |
| Ingeniería                 | Ingeniería de Sistemas e Informática                           |
| Ingeniería                 | Ingeniería industrial y de Gestión empresarial                 |
| Negocios                   | Administración y Negocios Internacionales                      |
| Negocios                   | Administración y Dirección de Empresas                         |
| Negocios                   | Administración en Turismo y Hotelería                          |
| Negocios                   | Administración y Marketing                                     |
| Negocios                   | Contabilidad y Auditoría                                       |

### Posgrado

#### Maestrías
| Área                       | Programas académicos |
| -------------------------- | --- |
| Administración de Negocios | - Administración de Negocios MBA |
| Ciencias de la Salud       | - Ciencia Criminalística - Ciencias de Enfermería con mención en Gerencia de los Cuidados de Enfermería - Gestión Administrativa de la Salud - MBA - Gestión de Salud - Salud pública |
| Derecho y Ciencia Política | - Derecho Procesal Penal - Gestión Pública y Gobernabilidad |
| Educación                  | - Docencia Universitaria |

## Academia

### Rankings académicos
Para evaluar el desempeño de las universidades a nivel nacional y mundial, desde los años 2000 se ha introducido y generalizado el uso de clasificaciones tanto académicas basadas principalmente en criterios objetivos bibliométricos, como parcialmente académicas basadas principalmente en opiniones y criterios no objetivos. Del total de 92 universidades licenciadas en el Perú, la Universidad Norbert Wiener se ha ubicado recientemente dentro del cuarto superior a nivel nacional en los rankings universitarios internacionales en los que ha aparecido.